# USS Stevens (DD-86)
USS Stevens (DD–86) là một tàu khu trục thuộc lớp Wickes của Hải quân Hoa Kỳ trong giai đoạn Chiến tranh Thế giới thứ nhất. Nó là chiếc tàu chiến đầu tiên của Hải quân Hoa Kỳ được đặt tên theo Đại tá Hải quân Thomas Holdup Stevens.

## Thiết kế và chế tạo
Stevens được đặt lườn vào ngày 20 tháng 9 năm 1917 tại xưởng tàu của hãng Fore River Shipbuilding Company ở Quincy, Massachusetts. Nó được hạ thủy vào ngày 13 tháng 1 năm 1918, được đỡ đầu bởi Cô Marie Christie Stevens, và được đưa ra hoạt động vào ngày 24 tháng 5 năm 1918 dưới quyền chỉ huy của Hạm trưởng, Trung tá Hải quân Rufus F. Zogbaum, Jr..

## Lịch sử hoạt động
Stevens khởi hành từ Boston vào ngày 3 tháng 6 năm 1918, đi đến New York hai ngày sau. Đến ngày 15 tháng 6, nó lên đường đi Châu Âu hộ tống một đoàn tàu vận tải, và đến Brest, Pháp vào ngày 27 tháng 6. Ngày hôm sau, nó lên đường đi Queenstown thuộc Ireland, đến nơi ngày 6 tháng 7. Được điều về Lực lượng Hải quân Hoa Kỳ tại châu Âu, Stevens hoạt động từ cảng này, bảo vệ các đoàn tàu vận tải trong chặng Queenstown-Liverpool cho đến giữa tháng 12. Nó lên đường quay trở về Hoa Kỳ vào ngày 16 tháng 12, ghé qua Azores và Bermuda, về đến Boston vào ngày 3 tháng 1 năm 1919.
Khi về nước, chiếc tàu khu trục được phân về Đội khu trục 7 thuộc Hải đội 3, Hạm đội Đại Tây Dương. Vào mùa Xuân năm 1919, Stevens thực hiện chuyến đi đến Key West, Florida và viếng thăm New York trước khi đi đến Boston vào ngày 3 tháng 5 tham gia hoạt động hỗ trợ cho chuyến bay vượt Đại Tây Dương đầu tiên. Nó đi đến Halifax, Nova Scotia ngày 4 tháng 5, ra khơi năm ngày sau đó bảo vệ cho chuyến bay của các thủy phi cơ hải quân đi đến Newfoundland. Sau khi quay lại Halifax vào ngày 11 tháng 5, nó lại ra khơi, và đi đến Ponta Delgada thuộc quần đảo Azores vào ngày 19 tháng 5. Dọc đường đi, nó đã giúp vào việc tìm kiếm một trong số hai máy bay bị rơi, chiếc NC-3.
Stevens hoàn tất các nhiệm vụ của nó tại Boston vào ngày 8 tháng 6; và một tháng sau được chuyển đến Newport, Rhode Island cho các hoạt động thường lệ. Nó viếng thăm vùng bờ biển Đông Nam Hoa Kỳ trong mùa Thu và đầu mùa Đông năm 1919, hiện diện tại Philadelphia từ ngày 17 tháng 12 năm 1919 đến ngày 1 tháng 6 năm 1920. Nó hoạt động ngoài khơi bờ biển New England cho đến ngày 3 tháng 11 năm 1921, khi nó khởi hành đi Charleston, South Carolina. Chiếc tàu khu trục quay trở lại Philadelphia vào ngày 8 tháng 4 năm 1922 để chuẩn bị xuất biên chế. Nó ngừng hoạt động tại đây vào ngày 19 tháng 6, và bị bỏ không cho đến ngày 7 tháng 1 năm 1936, khi tên nó bị rút khỏi danh sách Đăng bạ Hải quân. Vào ngày 8 tháng 9 năm 1936, lườn tàu bị bán cho hãng Boston Iron and Metal Company, Incorporated tại Baltimore, Maryland để tháo dỡ.